# Betulaceae
Le Betulacee (Betulaceae Gray, 1821) sono una famiglia di alberi e arbusti appartenenti all'ordine Fagales diffusi in Europa, Asia, Nordafrica e nelle due Americhe in zone temperate e fredde. La famiglia prende nome dalla betulla (gen. Betula). Vi appartengono circa 150 specie di piante di altezze medie, a crescita rapida e poco longeve.

## Descrizione
Le Betulacee sono tutte piante legnose (sia arboree sia arbustive) a foglie semplici, alterne, quasi sempre caduche. Il margine delle foglie è dentato e alla base del picciolo sono presenti le stipole caduche.
I fiori sono poco appariscenti, riuniti in infiorescenze, unisessuali (le specie sono però monoiche). Le infiorescenze pendule prendono il nome di amenti.  L'impollinazione è effettuata dal vento.
I frutti secchi (tecnicamente nucule) hanno aspetti vari (assomigliano a piccole pigne nel genere Alnus, sono le ben note nocciole nel genere Corylus) e sono generalmente riuniti in gruppi di 2-3 alla base di una squama che può racchiuderli parzialmente.

## Tassonomia
Le Betulacee sono state da sempre attribuite all'ordine delle Fagali. Anche la recente classificazione APG conferma questa attribuzione.
In passato, nella classificazione di Cronquist, si mantenevano distinte due famiglie: Betulacee (con i generi Betula ed Alnus) e Corilacee (con i generi Corylus, Ostrya, Carpinus, Ostyopsis). Questa distinzione è ridotta dall'APG a livello di sottofamiglie.
In questa famiglia sono riconosciuti i seguenti generi:
- Sottofamiglia Betuloideae:
  - Alnus Mill.
  - Betula L.

per un totale di circa 60 specie.
- Sottofamiglia Coryloideae:
  - Carpinus L.
  - Corylus L.
  - Ostrya Scop.
  - Ostryopsis Decne.

per un totale di circa 50 specie.
Le due sottofamiglie si riconoscono per alcuni caratteri:
Betuloideae: hanno fiori femminili nudi e fiori maschili provvisti di perianzio, i frutti sono separati da brattee e bratteole
Coryloideae: hanno fiori femminili perianziti e fiori maschili nudi, i frutti sono ricoperti da un involucro.
Tutti i generi, escluso Ostryopsis, sono presenti nella flora spontanea italiana.

## Storia evolutiva della famiglia
Si pensa che la famiglia sia originaria della Cina centrale e si sia differenziata alla fine del Cretaceo (circa 70 milioni di anni fa). L'ipotesi è supportata dal fatto che i sei generi della famiglia sono nativi di queste regioni e che molte delle 52 specie hanno comportamento endemico in Cina.

## Fossili
I più antichi fossili attribuiti a questa famiglia risalgono a circa 20 milioni di anni fa.

## Usi
Alla famiglia appartiene il nocciolo (Corylus avellana L.) specie ampiamente coltivata per i suoi frutti eduli. 
Altri generi, particolarmente le betulle, sono impiegati come essenze ornamentali nei parchi e nei giardini.
Il legno del carpino, duro ed elastico, veniva usato tradizionalmente come legno da lavoro (utensili, manici di attrezzi, ecc.) nelle regioni del Nord Europa.
Il legno dell'ontano è resistente all'acqua e all'immersione, veniva utilizzato per la costruzione di palafitte (secondo alcune fonti parte dei pali su cui poggia Venezia sono od erano in legno di ontano nero, Alnus glutinosa L., oltre che di larice e di rovere). Ancora oggi trova impiego nel consolidamento dei versanti e nei lavori di sistemazione idraulica in cui vi sia immersione del palo.
i frutti secchi (comunemente definite pignette di ontano), vengono usate in acquariofilia per abbassare il ph dell'acqua e per rilasciare acidi umici al fine di garantire il benessere di pesci ed invertebrati.